# Islas Salomón del Norte
Las Islas Salomón del Norte eran el grupo de islas más septentrional del archipiélago de las islas Salomón sobre las que Alemania declaró un protectorado en 1885. Inicialmente el Protectorado Alemán de las Islas Salomón incluyó Choiseul, Santa Isabel, las Shortland y las islas Ontong Java, pero en 1900 estas islas fueron transferidas al Protectorado Británico sobre las Islas Salomón (1899-1978). La mayor de las Islas Salomón, Bougainville, continuó bajo administración alemana hasta la Primera Guerra Mundial cuando cayó en manos australianas; después de la guerra, pasó formalmente a jurisdicción australiana bajo mandato de la Sociedad de Naciones.
En la actualidad, las islas Salomón del Norte originales están divididas entre la región autónoma de Bougainville en Papúa Nueva Guinea y el estado independiente sucesor del Protectorado Británico de las Islas Salomón que oficialmente es conocido como "Islas Salomón".

## Historia
El 17 de febrero de 1568 el archipiélago fue descubierto por el explorador español Álvaro de Mendaña y Neyra, quien las nombró Islas de Salomón.
En abril de 1885 fue declarado un protectorado alemán (Schutzgebiet) sobre las Islas Salomón del Norte: Bougainville, Buka, Choiseul, Santa Isabel, y Ontong Java. 
En 1893 los británicos declararon un protectorado sobre las Islas Salomón meridionales de Nueva Georgia, Guadalcanal, Malaita, y San Cristóbal, y este protectorado fue conocido como Protectorado Británico de las Islas Salomón (1899-1978). En 1898 los británicos anexaron las islas de Santa Cruz y Rennell y Bellona.
En el año 1900, bajo los términos del Tratado de Berlín (1899), Alemania transfirió las islas de Choiseul, Santa Isabel, las Shortlands y Ontong Java al Protectorado Británico de las Islas Salomón, pero retuvo Bougainville y sus islas alrededor. Alemania concedió esta reclamación a cambio de que los británicos abandonaran toda reclamación sobre Samoa.

## Misiones

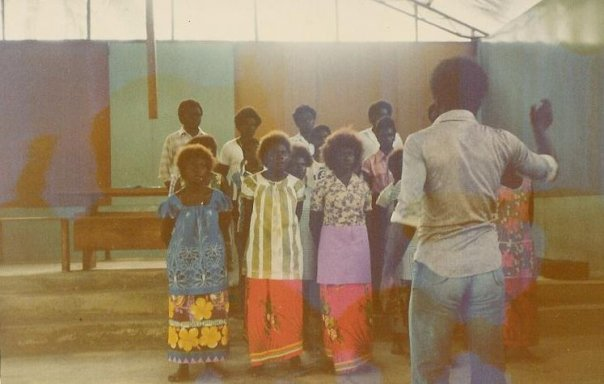
Coro de la Iglesia Unida de la villa de Siwai, Bougainville, 1977.

La católica Prefectura Apostólica de las Islas Salomón del Norte fue establecida el 23 de mayo de 1898, segregada del Vicariado Apostólico de Nueva Pomerania, e incluyó las islas de Isabel, Choiseul, Bougainville, y todas las isletas bajo protectorado alemán.
En 1897 las islas fueron puestas bajo la jurisdicción de Mgr Broyer, vicario apostólico de Samoa, y en 1898 formaron una nueva prefectura bajo Mgr Joseph Forestier, quien residía en Kieta, en la isla de Bougainville. La fiebre era tan frecuente en la misión que la mayoría de sacerdotes que fueron a la isla en 1898 fueron sacados en camilla por la enfermedad. 
En 1911 la misión contenía: 3 iglesias; 3 estaciones; 10 padres maristas; 5 hermanos laicos; 7 hermanas de la Tercera Orden de María; 2 catequistas samoanos; 5 escuelas católicas, con 140 alumnos; 2 orfanatos; y unos pocos centenares de católicos. Los misioneros maristas pertenecían a la Provincia de Oceanía, el superior de los cuales residía en Sídney, Nueva Gales del Sur.